# 리 디포리스트
리 디포리스트(영어: Lee de Forest, 1873년 8월 26일 ~ 1961년 6월 30일)는 '라디오의 아버지'로 통하는 미국의 발명가이다. 그가 발명한 3극 진공관은 당대의 전자기기 산업을 크게 부흥시켰다.
디포리스트는 아이오와주 카운실블러프스에서 태어났다. 예일 대학교에서 무선전신을 주제로 학위논문을 쓴 후, 2년간 웨스턴 일렉트릭 사에 근무하였다. 2극관을 실험하던 중 그리드를 넣은 3극 진공관을 발명하여 '오디언(Audion)'으로 이름짓고 1907년 특허를 얻었다. 이후로는 주로 토키의 개발에만 몰두했다.

## 참고 자료
- 위키인용집에 Lee de Forest 관련 문서가 있습니다.
- 위키미디어 공용에 리 디포리스트 관련 미디어 분류가 있습니다.
- 리 디포리스트 - 두산세계대백과사전